# Historia del Club Atlético Talleres
El Club Atlético Talleres tiene una historia muy larga desde su fundación en 1913 hasta la actualidad. Sus épocas doradas fueron en la década del 70, con su participación destacada en los Nacionales y sus primeros Metropolitanos, aunque su entrada a los torneos internacionales fue en 1999, cuando ganó la Copa Conmebol, y posteriormente clasificó a la Copa Mercosur en 2001 y a la Libertadores en 2002, siendo el primer club cordobés en jugar un campeonato internacional, y el único hasta ahora de los indirectamente afiliados en ganar una.
Uno de los presidentes más destacados de su historia fue don Amadeo Nuccetelli, con quien Talleres tuvo una muy buena participación en los Torneos Nacionales, logró ingresar al Metropolitano, pudo remodelar su estadio y trajo consigo una de las mejores épocas del club. Los 66 partidos oficiales sin derrotas que consiguió Talleres entre 1974 y 1976 durante la presidencia de Amadeo son un hecho con pocos paragones en la historia no solo del fútbol de Córdoba, sino del argentino. La racha empezó el 13 de junio de 1974 con la victoria por 1 a 0 contra Argentino Peñarol y se cortó dos años y tres meses después, el 22 de septiembre de 1976, cuando Racing venció a la «T» por 5 a 3. De los 66 juegos, 53 terminaron con triunfos y 13 fueron empates; Talleres tuvo en ese período una eficacia del 90 por ciento. Varias décadas después esto se repetiría bajo la presidencia de Andrés Fassi; el equipo llegó a 38 partidos sin conocer la derrota por competencias de AFA, es el invicto más largo de un equipo cordobés en AFA y el tercero más largo a nivel nacional después de Midland y Boca. Consiguió ser el primer campeón Invicto de la Primera B Nacional.

## Talleres año por año

### Primeros años

#### Fundación
En 1912, los antiguos espectadores de “la cancha de los ingleses” ya tienen alrededor de 18 años. Algunos ya empleados del Ferrocarril Central Córdoba debaten en charlas para la conformación de un club. Las primeras reuniones informales se dieron en la tornería del Ferrocarril, a cargo de obreros de la empresa. Finalmente decidieron convocar a una reunión general. En el hogar de Ángel Savatelli, se juntaron los gestores de la entidad con la idea de constituir un cuadro poderoso.
La fundación del Club Atlético Talleres Central Córdoba tuvo lugar el 4 de octubre de 1913. Por conflictos con la Liga Cordobesa el club cambió su fecha de fundación a la del 12 del mismo mes para poder reintegrarse a la Liga luego de ser desafiliado en 1917.

#### Fusión con Olimpo Infantil
Uno de los clubes que se afilió a la Federación Cordobesa de Fútbol (todavía no se llamaba Liga) fue el Olimpo Infaltil. La entidad estaba conformada por jóvenes que participaban del torneo de Segunda y Tercera en 1909. En la temporada de 1913, los infantiles llegaron a la final junto con el Colegio Nacional de Monserrat. Tras un supuesto mal fallo del árbitro, varios de sus jugadores fueron suspendidos por indisciplina. La Federación lo expulsó de sus filas, luego de aquel encuentro disputado en cancha de Universitario.
Aunque la institución fue desafiliada, continuaron disputando partidos amistosos. Uno de ellos fue ante Central Córdoba con victoria para Olimpo Infantil. El resultado llevó a los dirigentes ferroviarios a buscar una fusión entre las dos entidades con el objetivo de sumar a sus filas a algunos jugadores del conjunto infantil. Poco antes de debutar en el torneo oficial, los clubes se unieron manteniendo la denominación de Talleres Central Córdoba.

#### Cambio de nombre
Con la denominación de Central Córdoba, el club obtuvo los torneos de 1915 y 1916. En 1917 tuvo que cambiar de nombre a raíz de una descalificación sancionada por la Liga Cordobesa de Fútbol. La sanción fue a causa de incidentes en un partido con los “celestes”. Horacio Salvatelli lesionó de gravedad al arquero Cardozo, en una jugada que finalizó con un gol anulado a los albiazules. Tras la decisión del árbitro se desataron incidentes que culminaron con la detención policial de Salvatelli por agresión al arquero pirata.
Los dirigentes albiazules elevaron un comunicado a la Liga considerando que la lesión de Cardozo fue producto del juego y que la detención de Salvatelli era injusta. Días después debía jugarse un partido entre combinados de la Liga Cordobesa y la Asociación Argentina de Buenos Aires. Talleres se negó a prestar sus jugadores, hasta que la Liga no gestionase la libertad del jugador. Las autoridades máximas del fútbol disponen expulsar a Talleres y desafiliar definitivamente a Horacio Salvatelli.
Talleres pesa mucho en el fútbol local. Había ganado los dos torneos anteriores y el número de simpatizantes cada vez era mayor. A pesar de la decisión oficial, el club se reintegra en 1918 pero cumpliendo con un requisito formal: cambiar el nombre.
Hasta entonces había actuado con la denominación de Central Córdoba. A partir de 1918 se llamará Club Atlético Talleres (como había sido bautizado primitivamente) y se consagra campeón de aquella temporada. No solo cambia el nombre sino la fecha de fundación a la de 12 de octubre de 1913 para poder registrarse oficialmente como persona jurídica.

#### La Boutique
En 1931 comenzó la búsqueda del terreno y de la financiación para la construcción del estadio. Ese mismo año Francisco Espinosa Amespil donó un predio en Barrio Jardín para ese fin, proyecto que fue ideado por dos renombrados ingenieros civiles de Córdoba: S. Allende Posse y Agenor Villagra. Gracias al aporte de la gente y de capitales privados, se construyó un campo de deportes, tribunas (oficial y popular con capacidad de 5.000 personas), una cancha de básquet, vestuarios y servicios sanitarios; estas obras consumieron la cantidad de 70.000 pesos.
La inauguración de la cancha se produjo el 12 de octubre de 1931, con un encuentro amistoso con Rampla Juniors de Montevideo. En 1944 se ampliaron las tribunas populares y en 1951 se instalaron las plateas en el sector oficial, con lo que la capacidad del estadio se extendió a 18.000 personas.

### Campeonatos nacionales
En 1969 Talleres es campeón y juega su primer Nacional, modalidad impuesta desde 1967. Participó en 14 de los 19 Nacionales que existieron. Tuvo excelentes participaciones sobre todo antes de ingresar a los Metropolitanos, clasificando en casi todos los campeonatos a la Fase final, y muchos de ellos como puntero de su zona. Estas fueron las épocas doradas del club, desde su primera participación en 1969 hasta la desaparición de estos torneos en 1979 pasando por la final del '77.

#### 1969-1974
En estos 6 años, Talleres solo jugó el campeonato de 1969, el de 1970 y el de 1974, no así el de 1971, 1972 y 1973. Su primera participación no fue la mejor, pero era el inicio de una larga serie de buenas actuaciones en estos torneos.
La clasificación a los Nacionales requería ser el campeón de su región. En 1970 Talleres ganaría el Oficial, por lo que ingresaría por segunda vez consecutiva a un torneo Nacional, hasta que en 1973 estuvo al borde del descenso. Fue entonces cuando llegó a la dirigencia del club el empresario Amadeo Nuccetelli. La llegada de Amadeo marcó un antes y un después en la vida de un Talleres que bajo la presidencia del “pelado” levantó a Talleres realizando diversas obras, pagando muchas deudas y embargos, y tomando la política de traer jugadores de las demás provincias. La profesionalización del fútbol y el armado de un equipo de primer nivel competitivo rápidamente a vislumbró en resultados el proyecto de Club que pregonó Amadeo. Fue elegido en el cargo en 1973 en lugar de Miguel Srur y estuvo hasta 1987, el período presidencial más extenso en el club. Las obras realizadas durante su presidencia incluyen la finalización del codo noroeste iniciado en la presidencia de Abraham Litvak, la construcción total del codo suroeste y diversas refacciones del estadio, el saldo de deuda de la ex subsede de calle Richieri, la construcción del Gimnasio Juan Pelatto y la cancha de básquet, la compra del terreno de Avenida Circunvalación y de la sede social de Rosario de Santa Fe y subsuelo de la misma, y la construcción de Gimnasio Cubierto en La Boutique.
Cuando la nueva dirigencia recibe oficialmente la conducción solamente se encontraban aptos para la competencia: Willington, Patire y Astudillo como único patrimonio futbolístico con que contaba Talleres en ese momento. Recuperaron a jugadores que estaban al borde del retiro como Héctor Ártico y Humberto Taborda, o Luis Galván. Contrataron a Luis Antonio Ludueña en una cifra récord para el fútbol local en ese momento, así como también a Avellaneda, Binello, Comelles, Quiroga, Cabrera, para reforzar al plantel en los últimos tramos del torneo de 1973 con el objetivo de salvar al club del descenso. Bajo la conducción técnica de Ángel Labruna el equipo ganó en 1974 el segundo torneo del año en donde jugó 12 partidos con 8 victorias y 4 empates. Marcó 24 goles y recibió a penas 3. Además, le ganó a Belgrano la final del Oficial (1 a 1 y 2 aa0) con el famoso gol de Daniel Willington en Alberdi y en el Nacional empató los dos encuentros que disputó ante el clásico rival.
Talleres fue campeón del Campeonato Zonal y Oficial de LCF en donde perdió solo uno de los 32 partidos que disputó en el ámbito doméstico.

#### 1975
Adolfo Pedernera asumió en Talleres y el equipo volvió a ganar la Liga Cordobesa, y se llevó el Apertura donde triunfó en los 9 partidos que jugó. En el primer torneo del año convirtió 34 goles y recibió 11. En el Clausura ganó 11 de los 18 encuentros que disputó, no conoció la derrota anotando 34 goles y sufriendo nueve conquistas. Durante este torneo, volvió a ser local tras 13 meses en su estadio refaccionado, venciendo 2 a 1 a Belgrano.
Talleres completó en 1975 una serie brillante en LCF; ganó cinco títulos consecutivos sin perder un solo partido. Metió Zonal y Oficial ’74 más Apertura, Clausura y Oficial ’75. Fueron 41 fechas con 29 triunfos y 12 empates, convirtiendo 95 goles (a razón de más de dos por encuentro). A Belgrano lo enfrentó en el Campeonato Nacional donde ganó 2 a 1 y empató 2 a 2.
Como campeón, Talleres volvió a afrontar el certamen nacional. Igual que en el año anterior, el Matador consigue el primer lugar de su zona (junto con Temperley) y acaba ubicándose en el 6.º puesto de la Tabla general. Durante este certamen se dio la victoria 7 a 3 sobre el Atlanta, con muy buen fútbol. Además, este mismo año, el 24 de junio y el 30 de julio respectivamente, Talleres enfrenta al Deportivo la Coruña de España, igualando 1 a 1, y a la Selección Argentina una vez más, perdiendo 2 a 0. Talleres realiza también una gira por Paraguay ese año. Ese mismo año, Talleres llevó casi 15 mil personas a Villa Crespo.

#### 1976
Y si los años anteriores habían sido sensaciones albiazules, el '76 fue una maravilla. A comienzos de 1976, entonces, Talleres se hallaba de pretemporada. Esta pretemporada no se dio en el país, sin embargo, sino en África. Talleres salió de gira por Zaire, la excolonia belga que dos años antes se había hecho con el título continental. Participó en la Copa "República de Zaire", junto con Temperley, y se coronó campeón de ella, obteniendo así su primer título internacional y el primero para el interior del país.
Ese mismo año, Talleres también partió de gira por Perú (en donde se le conoce hasta hoy en día como "El Taladro", con cuya selección empató al recibirla luego en La Boutique, y por Ecuador.
Volviendo a los torneos locales, Talleres arrasó con los dos campeonatos cordobeses del año, jugando 27 partidos, ganando 24, empatando 1 y perdiendo 2; convirtiendo 82 goles y recibiendo 18. Ese año Talleres culminó una racha comenzada en el '74: el famoso invicto de 66 partidos en la Liga Cordobesa, récord que figuró en el Libro Guinness de los récords. Así Talleres pasa al Nacional donde una vez más por tercera vez consecutiva, el albiazul sale primero de la Zona D al ganarle un desempate a Newell's, y luego derrota a Unión 4 a 0 en cuartos de final, habiendo antes vencido a Argentinos Juniors en el debut de Diego Armando Maradona por 1 a 0, con gol de Luis Ludueña. Talleres disputa contra River la semifinal en la Bombonera de Boca, y pierde 1 a 0. Sus mayores caravanas fueron 10 mil a Rosario y entre 10 y 15 mil en la final de la Bombonera ante River.
Uno de los récords más impresionantes de la historia fue el que el Club consiguió con Rubén Bravo en 1976: ganó 19 partidos seguidos. El 28 de diciembre del ’75 cerró el Nacional venciendo 5 a 2 a Atlético Tucumán y después se impuso en las 18 fechas de los torneos Apertura y Clausura de la Liga Cordobesa; la racha se cortó el 6 de agosto de 1976 cuando empató 0 a 0 con Belgrano, en donde convirtió 66 goles y recibió solamente 11.
En aquel año el equipo ganó todos los partidos en el Apertura y se mantuvo invicto hasta la decimoséptima fecha del Clausura donde llegó como campeón a Nueva Italia y Racing lo venció por 5 a 3.

#### 1977

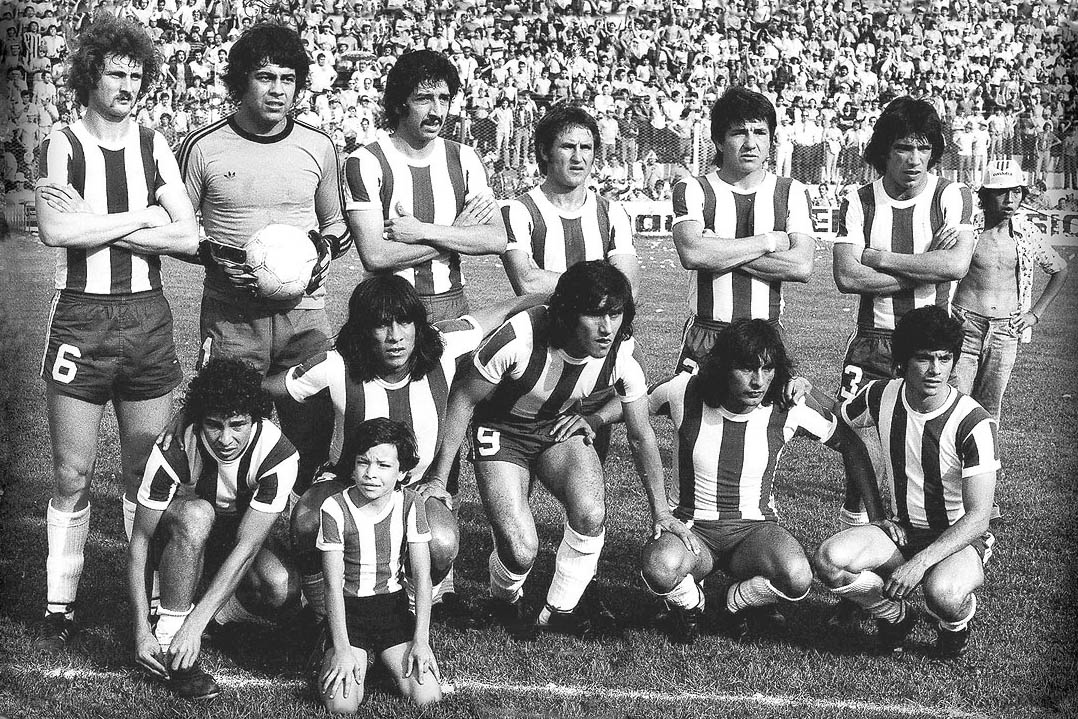
Equipo de Talleres en la final contra Independiente

En 1977, Talleres vence en los campeonatos locales, de forma invicta y con 34 goles a favor, teniendo solo 14 en contra, y recolectando 27 puntos de 54 posibles, pasa al Nacional, habiendo antes salido de gira por Bolivia (jugando contra su selección), Guatemala, y El Salvador, y habiendo vencido a la selección de Polonia (tercera del mundial 74 y preparándose para el siguiente) por 1 a 0. Allí gana su zona, y avanza hasta semifinales. En semifinales enfrenta y derrota a Newell's Old Boys con un global de 2-1, pasando a la final ante Independiente de Avellaneda. Los partidos de ida y vuelta de la final del torneo 77 se jugaron en enero de 1978. En Avellaneda, los finalistas igualaron 1 a 1 con goles de Trossero y Cherini (ambos de penal). En Barrio Jardín, en el partido de vuelta, Independiente se puso en ventaja con gol del jugador Norberto Outes, pero Talleres dio vuelta el marcador del partido con dos polémicos goles, el primero con un penal muy protestado por los jugadores de Independiente, que convirtió Cherini, y el segundo, a 15 minutos del final, de Bocannelli. Por reclamar que el gol de Bocannelli había sido convertido con la mano, el juez del partido expulsó a Trossero, Galván y Larrosa. Independiente quedó entonces con 8 jugadores. Sin embargo una combinación entre Bochini y los recién ingresados Bertoni y Biondi faltando muy pocos minutos para el final, hizo que Bochini marcara el empate 2 a 2, coronándose así campeón Independiente por la regla de doble valor por el gol visitante. Desde esa fecha, el club "matador" guarda una cierta rivalidad con el club de Buenos Aires.
Posteriormente, de ese plantel albiazul (Rubén Guibaudo, Eduardo Astudillo, Luis Galván, Víctor Binello, Victorio Ocaño, José Reinaldi, Luis Ludueña, José Daniel Valencia, Héctor Bocanelli, Humberto Bravo, Ricardo Cherini, Miguel Bordón, Antonio Syeyyguil, Oscar Quiroga, Miguel Oviedo, y Antonio Alderete), 7 jugadores formaron parte del seleccionado nacional que se preparaba para jugar el Mundial 1978 y tres de ellos (Luis Galván, Miguel Oviedo y José Daniel Valencia) estuvieron en el plantel que salió Campeón del Mundo.
Ese año Talleres también ganó el “Hermandad”, el único título que puso en juego la Liga del Interior venciendo a Gimnasia de Jujuy (3-0), Godoy Cruz (3-0), Desamparados de San Juan (5-0) e Independiente Rivadavia (2-0).

#### 1978
Talleres hizo gira por muchas partes del mundo, como las ciudades de Los Ángeles (EE.UU), Málaga (España), Estambul (Turquía) y Atenas (Grecia) para jugar con rivales de gran renombre: Universidad Autónoma de México, el Athletic de Bilbao, Málaga, Galatasaray, Fenerbahçe, Panathinaikos y Heraclis.
A nivel local, Talleres volvió a ser campeón de la Liga Cordobesa y nuevamente ganó su zona en el campeonato Nacional. Ya haciendo las veces de local en el estadio mundialista "Chateau Carreras", en los cuartos de final, ante más de 46 mil personas, venció a Huracán, y clasificó a las semifinales, donde otra vez se cruzaría Independiente. Los dos partidos semifinales, en Avellaneda y Córdoba fueron ganados 2 a 1 por Independiente, que fue, finalmente, campeón del torneo. De todos modos, el goleador del torneo fue de José Reinaldi, delantero de Talleres, quien con 16 goles superó a Outes, de Independiente, quien había convertido 14 anotaciones.
Este año, Argentina fue campeón del Mundial 1978 y tuvo a 3 jugadores de Talleres entre sus filas: Galván, el mejor defensor de la final, "La Cata" Oviedo, y José Daniel Valencia.

#### 1979
Talleres, campeón por sexta vez consecutiva de la Liga Cordobesa, finalmente cayó en Cuartos de final del Nacional ante Unión de Santa Fe, ante un Olímpico repleto, venció 2 a 0 pero no le alcanzó, ya que había perdido en Santa Fe por 3 a 0.
Talleres también disputó la "Copa de Campeones" ante el Milan de Italia, Boca Juniors y River Plate, este último finalmente campeón del torneo. Además Talleres realizó ese año una gira por Bolivia.

### Inicio en los Metropolitanos

#### 1980
Talleres en ese año, logró ingresar a los Torneos Metropolitanos Oficiales de AFA, abandonando la Liga Local, gracias a las gestiones de Amadeo Nuccetelli, apoyadas por las dirigencias de otros clubes del interior, incluidos Belgrano, Instituto y San Martín de Tucumán. Talleres se ganó el puesto por sus resultados deportivos, ya que entre 1974 y 1980 había jugado una final, dos semifinales, un cuarto de final y dos rondas finales de campeoantos Nacionales, siendo seis veces campeón de la Liga Local. La resolución número 1309 de la AFA dispuso que todo equipo no afiliado a la entidad que llegara mínimamente a los cuartos de final de un torneo Nacional 2 veces en un lapso de 3 años, pasaría a jugar los Torneos Metropolitanos abandonando su liga de origen. Talleres había llegado a cuartos de final en el Nacional 1979 y fue semifinalista en el Nacional 1978, lo que formalmente le alcanzó para llegar a los Metropolitanos. Talleres debutó contra Huracán de Parque Patricios, empatando 1 a 1, y en ese torneo finalizó tercero, detrás de River, y el Argentinos Juniors de Maradona. Talleres sumó 41 puntos, con 12 partidos ganados, 17 empatados y 7 perdidos, pero en el Nacional de ese mismo año Talleres no pudo pasar la fase de grupos, al ser superado por Argentinos Juniors y Unión de Santa Fe.

#### 1981
En 1981 Nuccetelli trajo a Júlio César da Silva Gurjol, ídolo de Flamengo. El brasileño fue deseo del “pelado” y arribó junto a Roberto Mosquera, un colombiano que jugó el Mundial ´78 para Perú.
No fue un año muy bueno para Talleres, ya que no jugó más la Liga Local, pero jugaba los Metropolitanos y los Nacionales, pero igual sus resultados no fueron como venían siendo. En el Metro 81 finalizó 15.º, con 10 partidos ganados, 9 empatados y 15 perdidos, y en el Nacional 81 se quedaba nuevamente en la puerta de la fase de grupos, detrás de Ferro y River. Fueron contratados Alberto Tarantini y Héctor Baley, entre otros, que fueron campeones del mundo en el Mundial 78.

#### 1982
Talleres volvía a los primeros planos. Esta vez llegaba nuevamente a las semifinales del Nacional 82, luego de vencer en cuartos de final a Racing de Córdoba. Se enfrentó con el Ferro de Carlos Timoteo Griguol, quien lo derrotó 4 a 0 en Caballito y 4 a 4 en Córdoba. En el Metropolitano 1982, Talleres salió decimoprimero, con 12 victorias, 9 empates y 15 derrotas.

#### 1983
Talleres en el Nacional de ese año cae derrotado ante Club Atlético Racing de Córdoba 5 a 3 por penales, y deja las ilusiones albiazules postergadas hasta el siguiente año, luego de empatar 2 a 2 y 0 a 0. En el Metro Talleres fue duodécimo, con 33 puntos, producto de 11 victorias, 11 empates y 14 derrotas.

#### 1984
En el Nacional 1984 Talleres terminó segundo en su zona, luego venció en octavos de final al Estudiantes de Carlos Salvador Bilardo por 2 a 1 en el global, luego en cuartos de final venció al Argentinos Juniors campeón del Metropolitano 84 por un resultado global de 5 a 4. Cayó finalmente ante el subcampeón del Metropolitano 84 y campeón finalmente del Nacional, el Ferro Carril Oeste de Carlos Timoteo Griguol, que lo venció por 1 a 0 y 1 a 1.
En el Metropolitano de ese año Talleres finalizó noveno, con 34 puntos, conseguidos con 11 triunfos, 12 empates y 13 derrotas.

#### 1985
Talleres jugó en el tercer grupo de los ocho en este campeonato Nacional, que tuvo la modalidad más complicada de todos los Nacionales. Salió segundo por detrás de Independiente, lo que dio como lugar un partido en primera fase contra Estudiantes de la Plata. Talleres caería por 1 a 1 y 3 a 1, en segunda fase de siete fases; por esta razón, entró en la llamada "ronda de perdedores" a la que iban los clubes del campeonato que no habían ganado la fase de grupos o habían perdido en instancias finales de la "ronda de ganadores", en el caso de Talleres. A Talleres lo había perjudicado el tema de jugar los Metros, ya que demandaba tener un plantel más extenso, y de mayor renombre, lo que le significaba un mayor costo. Su mayor ingreso seguían siendo las recaudaciones de entradas: Talleres hacía las veces de local en el Estadio Olímpico de Córdoba ante la demanda de gente que la Boutique no podía albergar. Terminó jugando contra Instituto en esta nueva ronda, donde perdió 4 a 0 y quedó eliminado. Talleres siguió jugando esta vez los torneos de Primera División. Ya se utilizaba la modalidad de la tabla de los promedios. En ese año Talleres terminó octavo, con 37 puntos, fruto de 10 ganados, 17 empatados y 9 perdidos.

### Torneos de Primera División unificados

#### 1985/86
Talleres empezaba a jugar los torneos largos en primera, donde finalizó octavo, sin poder clasificar a nada y sacando 37 puntos, apenas 3 menos que San Lorenzo y Ferro, quienes pasaron a la Pre-Libertadores.

#### 1986/87
La devacle futbolística e institucional de Talleres se hacía notar. Ahora finalizaba 11.º, con 38 puntos, 11 victorias, 16 empates y 11 derrotas, campeonato que ganó el Club Atlético Rosario Central.

#### 1987/88
En esta temporada Talleres haría la peor campaña en su historia hasta el momento, ya que finalizaría último, con tan solo 27 puntos, ganando solo 6 partidos, empatando 15 y perdiendo los otros 17 encuentros. Aun así, se mantenía en primera gracias a los promedios.

#### 1988/89
Talleres logró repuntar en esta temporada, luego de la anterior nefasta, para tomar un poco más de aire en su lucha por la permanencia. Finalizó sexto, donde sumó 65 puntos, con 16 triunfos 12 empates y 10 derrotas. Talleres disputó el torneo octogonal final, pero cayó derrotado ante San Lorenzo en Cuartos de final.

#### 1989/90
Talleres volvió a la mala racha y terminó decimoprimero, con 36 puntos. Al igual que Newell's, se le descontaron dos puntos, pudiendo haber finalizado una posición más arriba.

### Torneos Apertura y Clausura

#### 1990/91
Los torneos se comenzaron a dividir en Apertura y Clausura, Talleres la pasó mal, sobre todo en el Clausura. Sumó en total 29 pts en 38 partidos, y de a poco fue acercándose a la zona del descenso. Terminó 12.º en el apertura, pero 20.º en el clausura, quedando 17.º en la general. Los seguían salvando los promedios.

Talleres en 1991.

#### 1991/92
Aquí Talleres suma 37 puntos en 38 partidos jugados. Había comenzado bien en el apertura, pero se desdibujó en el Clausura, terminó a 8 puntos de descender. Lo peor se veía venir.

#### 1992/93
Lo que parecía, se dio. Talleres solo sumó 37 puntos, ante un pésimo clausura en que solo reunió 11 puntos, y descendió junto con San Martín de Tucumán. El descenso no pareció importarle a los hinchas albiazules que apoyaron al equipo hasta lo último. Talleres jugaba por primera vez, luego de 13 temporadas, en la B Nacional.

### Torneos enPrimera B Nacionaly fugaz vuelta a Primera

#### 1993/94
En 1994, solo un año después del primer descenso de su historia, Talleres se cruzó con Instituto en una final que, además, marcó récord de recaudación para el fútbol cordobés: 873.335 dólares en el juego decisivo. El partido de ida terminó en empate 1 a 1. Pero de la mano del ídolo de Talleres, Daniel Willington, Talleres se adjudicó la segunda final el 6 de agosto de 1994 por 3 a 1. El equipo formó con: Irusta; Graieb, Kesman, Rivarola, Rossi; Benítez, Chacoma, Rizzio, Gauna; Osorio y Boldrini. Los goles lo anotaron Daniel Kesman, el Ramón Benítez, y Óscar Osorio, para Talleres, y Francisco Guerrero, de penal, para Instituto., pudiendo así regresar a la máxima categoría.

#### 1994/95
Una temporada mala para Talleres, quien no encontró el rumbo en ningún momento, y descendió sin contradicción alguna con 24 puntos en 38 partidos, con un promedio de 0,631 puntos por partido, siendo el peor de la tabla, junto a Deportivo Mandiyú, que tuvo 0,807 y que actualmente está en la Liga Correntina de Fútbol. En el apertura, solo pudo sumar 11 puntos en 19 encuentros (solo ganó 2 partidos), aunque se le restaron 2 puntos más.

#### 1995/96
Talleres regresó a la B, esta vez parecía que se encontraba en el subibaja de ascender y descender, ya que en el torneo Apertura 95 terminó cuarto, pero en el clausura del 96, el equipo conducido por Chiche Sosa, con jugadores como Kesman, Garay, Clementz y Dertycia, se consagró campeón en la ciudadela tucumana, ante unos 3.500 Albiazules que fueron hasta Tucumán, siendo Talleres el primer campeón cordobés de un torneo de AFA, venciendo 2 a 1 como visitante. Había que definir el primer ascenso, lo disputaban los 2 campeones, Huracán de Corrientes y Talleres, el primer partido en Corrientes, ante más de 6500 Albiazules, que recorrieron más de 1000 km, fue 2 a 2, luego de perder 2 a 0, lo empató agónicamente con dos tiros libres de Fernando Clementz y Oscar Alberto Dertycia. En el partido de vuelta en el Olímpico, Talleres perdió 4 a 1. Luego le ganaría a Deportivo Italiano en cuartos de final pero perdería el segundo ascenso en las semifinales del octogonal ante Unión de Santa Fe, quien luego ascendería venciendo a Instituto.

#### 1996/97
Talleres fue segundo de Argentinos Juniors ese torneo, quien ascendió 2 puntos arriba de Talleres. El Albiazul fue protagonista no solo dentro de la cancha, sino también fuera donde fue primero en venta de entradas en el fútbol de Córdoba, como los últimos años y toda la década (excepto en el '91 y '98), y estuvo entre los primeros 8 del fútbol argentino, siendo el primero también de la Primera B Nacional. Talleres disputó el segundo ascenso, donde en el octogonal perdió la final por penales contra Gimnasia y Tiro de Salta, quien lo venció, 1 a 0 en Salta y perdió 1 a 0 en Córdoba, pero en los penales se impuso 3 a 1. Ramón Álvarez había atajado el primer penal de Talleres, pateado por el Lute Oste, quien diera el ascenso a Talleres en el '98. Cuando iba 2-1 ganando Gimnasia, Álvarez le para un penal a Clementz. Acierta Sergio Plaza el 3-1 y David Ignacio Díaz manda su tiro al travesaño, dándole así su tercer ascenso al club salteño. Antes Talleres había vencido a Cipolleti y Deportivo Italiano en cuartos y semis del reducido. También se jugó uno de los clásicos más recordados en la historia de Córdoba, cuando Talleres le ganaba a Belgrano por 5 a 0.

### Última temporada en la B y final contraBelgrano

#### 1997/98

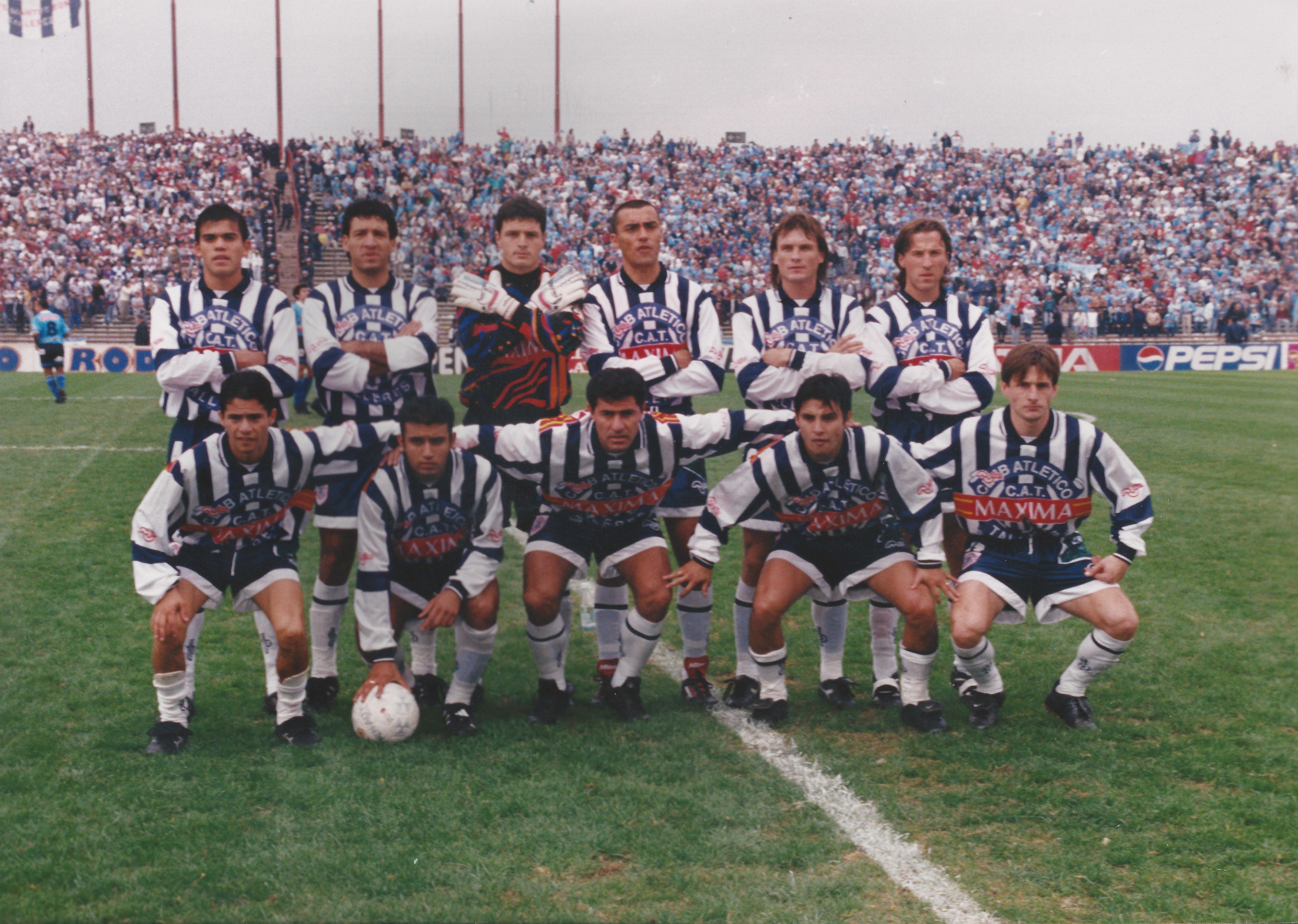
Talleres en el Nacional B 1997-98.

Talleres volvía a caer por segunda vez consecutiva en una final, y se quedaba en la puerta del ascenso, pero esta vez la suerte estaría de su lado. Talleres ganó la zona interior, y luego en la reclasificación ganó la zona A, Belgrano la zona B por diferencia de goles, por lo que debieron enfrentarse en la llamada "Final del Siglo", o "Clásico del Siglo", Talleres venció en el primer partido con gol de Zelaya a los 35 minutos del ST, y en la 2.ª final, Talleres vencía 1 a 0 con gol de Albornoz a los 8 del ST, pero el cansancio y las lesiones se hicieron notar, además de la expulsión de Medina Bello, y el partido, inmerecidamente por el desarrollo del juego, en el que la figura había sido Ragg, arquero del pirata. Lo dio vuelta Belgrano y el empate persistió en la prórroga, así que en los penales se definió todo. Anotó Carnero, de Belgrano, anotó Lillo, de Talleres, metió Sosa, falló Clementz, falló Alarcón (atajó Cuenca), falló Astudillo, falló Manrique (atajó Cuenca), metió Díaz, metió Artime, metió Villarreal, seguían 3 a 3, iban a serie de 1. Binetti la estrelló en el travesaño, y Oste lo cambió por gol, y por el ascenso a la Primera División, dándole la vuelta olímpica en la cara a su archirrival. El equipo de Talleres de ese 5 de julio de 98 formó con Cuenca, Lillo, Díaz, y Humoller; Albornoz, Villarreal, Cabrera, Clementz, Garay; Medina Bello y Zelaya. El DT era Ricardo Gareca. La T volvía a Primera luego de varios intentos fallidos. Hubo superioridad del público albiazul en los dos encuentros cita requerida . Este partido fue el que le dejó una estrella en el escudo a Talleres.

#### 1998/99
Talleres termina la temporada decimosexto, salvándose del descenso con el mismo promedio que Belgrano, quien ascendió después de perder la final contra Talleres.

#### 1999/2000
Talleres finalizó quinto en el Apertura '99 con 31 puntos, y sacando 58 puntos en la tabla general. En el 1999 sale campeón de la Copa Conmebol, venciendo en la final al Sportivo Alagoano. Esto le deja a Talleres la otra estrella del escudo. Talleres formó con: Mario Cuenca; David Ignacio Díaz, Julián Maidana, Christian García, Gabriel Roth; Adrián Ávalos, Manuel Santos Aguilar, Horacio Humoller, Ricardo Silva; Rodrigo Astudillo, Darío Gigena. El técnico en ese entonces era el "Tigre" Gareca, convirtiendo al matador de esta forma en el primer y único club indirectamente afiliado a la AFA en conseguir un título internacional y transformándose en el último campeón del milenio por la fecha en la que fue disputada la final del torneo.

#### 2000/2001
Talleres vuelve a hacer otro apertura excepcional, finalizando cuarto con 36 puntos, a 5 del Boca Campeón del Mundo de Bianchi. Talleres llegó con chances hasta la última fecha, cuando fue derrotado por Newells de Rosario. En la tabla general totalizó 61 punts, terminando cuarto, por lo que automáticamente clasificó a los 2 torneos más importantes de América: La Copa Libertadores, teniendo para ese año su primera participación; y la Copa Mercosur.
ANEXO TEMPORADA 2000-2001 del Club Atlético Talleres
Entrenador Juan José López torneo apertura y clausura
Presidente: Carlos Dossetti
Posición el la cual concluyó el torneo apertura:  4.º
Posición el la cual concluyó el torneo clausura: 11ro
Goleador en la temporada: Luis Rueda 10 goles
Estadio principal: Chateau Carreras 
Máxima goleada a favor: 3-0 a Racing,Estudiantes y a Unión
Máxima goleada en contra:  4-1 con River
RESUMEN DE LA TEMPORADA 
Después de terminar el torneo clausura la directiva de Talleres confirma al nuevo entrenador Juan José López
Luis Rueda es el nuevo refuerzo para afrontar la temporada. Llega a préstamo hasta fin de año. Se confirma la llegada del segundo refuerzo Victor del Sotto 
Pablo Cuba, José Zelaya, Trobbiani, Garay, Gorocito y Durán  regresan de sus préstamos.
Talleres debuta de local ante Racing a quien goleó por 3-0.
Por la segunda fecha a Talleres le toca jugar el clásico cordobés donde empata 1-1 con Belgrano.
Después de haber empatado con Belgrano a Talleres le toca recibir a Almagro a quien derrota 1-0
A la T le toca jugar por la 4.ª fecha visitando a Huracán donde empata 1-1 
Talleres juega en el Chateau donde presenta una goleada por 3-0 a Lanús de Oscar Ruggeri con un valioso triunfo.
A Talleres le toca jugar ante River donde cae goleado por 4-1  y pierde su invicto de 6 partidos
La T se recupera rápido de la goleada recibida y derrota 1-0 a Vélez 
Después de ganar no tuvo un buen partido y pierde 4-2 ante Colón
Recibe a Rosario Central demostrando mejor fútbol que los rosarinos,ganando 2-0 y se lleva 3 importantes puntos.
Obtiene otro valioso triunfo ante Independiente  por 2-1 en Avellaneda
La T derrota a Estudiantes por la 11 fecha. Fue un abultado 3-0
Con un golazo de rueda la T extiende su racha ganadora a 4 partidos , le gana 2-1 a Los Andes
Al empatar 1-1 con San Lorenzo, Talleres interrumpe la racha de cuatro victorias al hilo.
Derrota a Chacarita  por 2-1 obteniendo de esta manera otro gran triunfo para la T
Viaja a Buenos Aires y pierde 2-0 ante Boca dejando la racha de 6 partidos invictos 
Con Rueda(marcó un golazo)talleres derrota 3-1 a Argentinos
Se le complicó un partido perdiendo  3-1 con Unión.
En la 18.ª fecha derrotó a Gimnasia  2-0 acercándose a los  3 primeros 
En la última fecha va a Rosario con la ilusión de  salir campeón del torneo apertura  y  pierde ante newell 's 1-0. Concluye el torneo apertura quedando 4.º  en la tabla,terminando un gran torneo 
TABLA FINAL DEL TORNEO APERTURA 2000
| 3.º | Gimnasia y Esgrima (LP) | 37 | 19 | 11 | 4 | 4 | 36 | 29 | 7  |
| 4.º | Talleres (C)            | 36 | 19 | 11 | 3 | 5 | 32 | 21 | 11 |
| 5.º | San Lorenzo             | 34 | 19 | 10 | 4 | 5 | 33 | 18 | 15 |

TORNEO CLAUSURA
Finaliza el préstamo de Luis Rueda y se estudia que su reemplazante puede ser Garay o Zelaya
Talleres debuta de visitante en el torneo Clausura y le gana a Racing 1-0.  Valioso triunfo de visitante
Después de muchas alegrías tocan las tristezas donde pierde 1-0 en el clásico con Belgrano
La T por la tercera fecha viaja  para visitar a Almagro donde empata 2-2
Talleres gana 4-2 a Huracán y regresa a la zona de Copa Libertadores y mercosur
Por 5 fecha pierde con Lanús  2-1   esta vez de visitante
El Matador consigue un valioso triunfo muy valioso 3-1 con River en Córdoba 
Parece una constante que al triunfo le sigue una derrota. Esta vez pierde con Vélez 2-0 . 
Por la 8 fecha el Matador gole  a Colón por 3-0  y reingresa  a la zona de Libertadores
Finalmente obtiene por primera vez en el torneo su segunda victoria consecutiva  al ganarle 1-0 a rosario central en rosario
La T le ganó 1-0  a Independiente. Sigue su racha con la tercera victoria consecutiva continuando  en zona de libertadores y mercosur
Talleres viaja a la plata con la ilusión de una cuarta victoria consecutiva pero pierde 1-0 con Estudiantes y deja su racha de tres victorias consecutivas.
El matador juega vs los Andes y cae por goleada 4-2 
La T acumula su tercera derrota consecutiva y por goleada otra vez: 3-0 vs San Lorenzo.
Talleres empata 1-1 con Chacarita.Perdió la racha de tres derrota consecutivas pero no gana desde hace 4 partidos
Valioso empate en el chateau ante Boca por 0-0 pero la T aún no gana.
Para la 16 fecha Talleres parecía que iba a ganar pero cayó ante Argentinos y se le complica la clasificación
Talleres goleó por 3-0 a Unión en el chateau y clasificó a las copas más importantes de Sudamérica: la  libertadores y la copa mercosur
Por la penúltima fecha del torneo clausura 2001 pierde 2-1 con Gimnasia en la plata
Talleres juega la última fecha del torneo clausura 2001 donde empata 1-1 con Newells.
Finaliza la temporada 11ro  en el torneo clausura y 4.º en la tabla general y entonces la t irá a la mercosur y libertadores
TABLA FINAL DEL TORNEO CLAUSURA 2001
| 10.° | Almagro           | 26 | 19 | 7 | 5 | 7 | 27 | 27 | 0  |
| 11.° | Talleres (C)      | 25 | 19 | 7 | 4 | 8 | 23 | 23 | 0  |
| 12.° | Newell's Old Boys | 24 | 19 | 7 | 3 | 9 | 27 | 28 | -1 |
|      |                   |    |    |   |   |   |    |    |    |

#### 2001/2002
Talleres hizo una muy mala campaña en el máximo torneo argentino de fútbol, sumando 30 puntos entre el Apertura (13) y el Clausura (17) y terminando decimonoveno. Además, perdió en Primera ronda (Grupo 7) de la Copa Libertadores y en Cuartos de final de la Copa Mercosur, siendo esta temporada una de las peores en su historia.

#### 2002/2003
Talleres sumó 44 puntos y el promedio lo obligó a jugar la Promoción contra San Martín de Mendoza, ganándola 1 a 0 en las dos ocasiones (de ida y de vuelta), lo que le permitió quedarse en Primera división un año más.

#### 2003/2004
Al inicio de la temporada 2003-2004, Talleres necesitaba más de 60 puntos para salvarse del descenso. En el Apertura 2003 sumó 24 puntos. En el Clausura, con la incorporación de Mauricio Serna, y con la dupla delantera de Aldo Osorio y Víctor Píriz Alves, Talleres ganó seis de los primeros siete partidos, en los que permaneció invicto y puntero, pero luego comenzó a decaer y perder partidos claves. Hacia el final del torneo remontó, con victorias sobre Independiente en el Estadio de la Doble Visera por 2 a 0 y al finalmente campeón River Plate por 3 a 2. Talleres finalizó el campeonato en tercer puesto con 35 puntos, a cuatro del campeón. Así sumó un total de 59 en la temporada, con los cuales habría alcanzado la clasificación a la Copa Sudamericana 2004 de no haber terminado en 17.º puesto en la tabla de los promedios. Así, debió disputar la Promoción, en la que cayó ante Argentinos Juniors por 2 a 1 en ambos partidos y descendió después de seis años a la Primera B Nacional.

### Debacle futbolística

#### 2004/2005
Esa temporada Talleres jugó la B nacional, se armó un equipo muy bueno post descenso, con jugadores como Astudillo, Silva, Orcellet, Biasotto, Galarza, Sarría o Bartelt pero eso no se reflejó nunca en la cancha, encima del no pago de sueldos, y el paro de jugadores, hizo que Talleres en reiteradas oportunidades jugara con un equipo juvenil. Institucionalmente las cosas andaban para peor. Talleres debió esperar hasta la fecha 38 para salvarse en cancha de Racing contra Huracán, venciéndolo 2 a 0. Cayó en quiebra el 28 de diciembre de 2004 pero pudo seguir compitiendo por acogerse a la ley 22.284, de salvamento deportivo. Allí se nombró el órgano fiduciario, a cargo del juez Carlos Tale, que primero llamó al fideicomiso y luego dio intervención al fondo inversor que preside Rodrigo Escribano pero que tiene como hombre fuerte al famoso empresario Aldo Roggio.

#### 2005/2006
En ese 2005 ingresa como gerenciador Carlos Granero, quien arma un equipo, con Castagno Suárez, Luciano Leguizamón, Zárate, el retorno al club de Cuenca, Bustamante, Oyola, que en el Apertura 2005 le alcanza para quedarse en la B Nacional.

#### 2006/2007
En el 2006 llega Roberto Marcos Saporiti, que con 4 refuerzos más, llevó al equipo a la punta de la B Nacional durante todo el torneo, alternando fecha de por medio con San Martín de San Juan. El equipo llegó puntero a la fecha 19, pero no pudo ante un repleto Chateau Carreras contra Nueva Chicago, quien venció y fue el campeón. Talleres terminó 4.º con 33 pts, y 55 en la tabla general. Luego caería en el reducido ante Chacarita. Saporiti siguió en su cargo, y armó un equipo totalmente nuevo, con jugadores como Ceballos, Trullet, Valenti, Ríos, Pozo, pero renunció en la fecha 8 luego de la victoria ante Instituto 4 a 2. Fue reemplazado.

#### 2007/2008
En 2007 llegaría nuevamente Ricardo Gareca, junto con la vuelta del ídolo cordobés: Diego Garay; pero al no poder ganar en 9 partidos, sumado al mal juego del equipo, le significó su renuncia. Lo sucedería Salvador Capitano, que alcanzó a ganar un partido y empatar unos más para conseguir 9 puntos, de la mano de los jóvenes Julio Buffarini y Matías Leonel Quiroga, más los 19 de la campaña anterior, sumó, como decía, su peor puntaje, con 28 puntos en 38 partidos, salvándose nuevamente de jugar la promoción 2 fechas antes. Siguió Capitano, trayendo nuevos jugadores como Iván Borghello, el regreso de Julián Maidana, Héctor Cuevas, Franco Dolci, Valentín Brasca, Lucas Rimoldi, había comenzado bien, pero el triunfo 2 a 0 ante Instituto no alcanzó, y lo sucedió Rubén Darío Insúa, quien en su segundo partido venció a Belgrano con solo público visitante (35 mil hinchas de Belgrano de Córdoba), 1 a 0 con gol de Borghello, el recordado "Gol del silencio". Aún con este resultado, seguía complicado con el descenso.
En enero de 2008 Carlos Ahumada compra el 70% de las acciones del club al gerenciador Carlos Granero, quien se convirtió en el nuevo gerenciador Albiazul. Con él vinieron los refuerzos Federico Lussenhoff, Alexandre Viveros, Paulo Rosales y el arquero Anthony Silva. La campaña tampoco fue buena, agregada a la despedida de Insúa, y el ingreso de Ángel David Comizzo como dt. Talleres se salvó del descenso directo en la última fecha contra Tiro Federal, pero no pudo evitar la promoción ante Club Atlético Racing de Córdoba, a quien venció 3 a 2 en el global.

#### 2008/2009
En 2009 con Humberto Grondona como DT, Talleres tenía la misión de sumar más de 55 puntos para salvarse del descenso, con refuerzos como Luis Salmerón, Cristian Zermatten, Sebastián Bartolini, Lucas Wilchez, Gastón Stang, Celso Esquivel y Guillermo Báez. Terminó tercero en la primera parte, pero el cambio de entrenador golpeó a Talleres, y entre Juan Amador Sánchez, Raúl Peralta y Roberto Marcos Saporiti no pudieron dar vuelta el timón y el equipo descendió al Torneo Argentino A. En septiembre de 2009, en plena competencia en este torneo, el juez que manejaba la quiebra del club, Carlos Tale, decide retirar el gerenciamiento a Carlos Ahumada, por lo cual se volvió al manejo del fideicomiso. En noviembre se designó a un nuevo juez, Saúl Silvestre, quien autorizó que la Fundación Azul y Blanco haga aportes económicos en el club. Se han notado los aportes de los integrantes de la fundación azul y blanco en el club ya sea en las inferiores tanto como en la habilitación del estadio "La Boutique" para 18.100 personas.

### Años en el Argentino A
A Talleres le tocó sufrir 4 años en esta categoría. Hubo muchas transferencias entre temporadas ya que se perdía casi el equipo completo después de no lograr los objetivos del ascenso. En mayo de 2013 Talleres volvería a la B Nacional de la mano de Arnaldo Sialle habiendo tenido 6 técnicos distintos en su estadía en la tercera división argentina; a saber: Roberto Saporiti, Andrés Rebottaro, Héctor Arzubialde, Gustavo Coleoni, "Chaucha" Bianco y por último el histórico Arnaldo "Cacho" Sialle.

#### 2009/2010
El equipo nuevamente con Saporiti, con un equipo renovado y las incoporaciones de Solferino, Giordano, Monay y Anívole, Talleres quedó en las puertas de la clasificación, pero no logró el ascenso.

#### 2010/2011
Llegó Andrés Rebottaro, con las incorporaciones de Aranda, Sacripanti y Martinelli, el equipo estaba puntero de su zona, con la gente acompañándolo a donde iba, y con un promedio de 30 mil personas por partido de local en el Chateau Carreras. Lamentablemente para el club, no se consguió el ascenso esperado.
Aun así, estuvo en la tabla de los mejores 1000 clubes del siglo por la IFFHS, ubicado en el puesto 793, por encima de clubes como el Recreativo de Huelva (España), el Energie (Alemania), el Torino (Italia), el Macará (Ecuador), el Sparta Rotterdam (Holanda), el Beira Mar y el Rio Ave (Portugal).

#### 2011/2012
Talleres luego de un comienzo malo en el torneo con Bianco, obligó a la renuncia de este mismo y el cargo fue ocupado por Arnaldo Sialle, donde Talleres tuvo muchos problemas defensivos y bajas de jugadores importantes, logró tras ganarle a Tiro Federal por 2 a 0 asegurarse un lugar en el Undecagonal 2011 donde tras pasar la primera ronda quedando en el cuarto puesto cosechando 16 puntos (4 partidos ganados 4 empatados y 2 perdidos) jugó la tercera fase con partidos de ida y vuelta en el cual consiguió agónicamente pasar a la siguiente ronda y dejar a Racing de Córdoba afuera por ventaja deportiva (ya que Racing terminó penúltimo (undécimo) ya que en los 2 partidos disputados entre ellos en esta fase fueron empatados por 1 a 1.
En la próxima instancia Talleres se enfrentaba a Crucero del Norte donde en Córdoba empataron 0 a 0 y en Misiones el Colectivero dejó afuera a la "T" por 2 a 1, que logró ascender a la segunda división venciendo en la final del reducido al club Sportivo Belgrano, y en la promoción a Brown de Puerto Madryn.
Talleres llevó un promedio de 30 mil personas a todos los partidos.

#### 2012/2013
Para este año Talleres trajo refuerzos para lograr el objetivo, con 18 bajas, y 15 refuerzos, el matador buscaba el tan ansiado ascenso. Entre ellos, Javier Villarreal, un jugador salido de la cantera del club que venía de jugar en Nacional de Paraguay como uno de los símbolos más importantes para el elenco albiazul. El Cuerpo Técnico seguía siendo el mismo comandado por Arnaldo Sialle. Además, contando con la particularidad de que en la primera mitad del campeonato, sus partidos los jugó con una imagen de algún ídolo histórico del club, haciendo alusión a estar a un año de su centenario. Los distintos jugadores que aparecieron fueron la "Wanora" Romero, Daniel Willington, Luis Galván, la "Cata" Oviedo, Victorio Ocaño, Mario Bevilacqua, Diego Garay, el "Cachi" Zelaya, Humberto Bravo y el "Lute" Oste. El director técnico Arnaldo "Cacho" Sialle sacó durante todo el campeonato el 69,69% de los puntos y terminó invicto el Undecagonal, consiguiendo así el ascenso para el club a la B Nacional y logrando que el club le renovara su vínculo.
Con motivo de los 99 años también se realizó un encuentro amistoso con Nacional de Montevideo y se preparó una película que se estrenaría para el centenario.
Talleres lograría el ascenso tras cuatro años a la Primera B Nacional el 6 de mayo de 2013 al vencer 1 a 0 a San Jorge de Tucumán y quedarse así con el título en el Undecagonal. El partido se jugó en Córdoba, ante 62 mil espectadores que colmaron las tribunas del Estadio Mario Alberto Kempes.

### Vuelta a la "B" y retorno al Federal A

#### 2013/14
El regreso a la Primera B Nacional marcó la salida del "infierno" del Argentino A. El equipo renovó el contrato de "Cacho" Sialle y se sumaron un total de 15 refuerzos, para tratar de buscar el ascenso y así volver a Primera división. La pretemporada se realizó en San Jorge (Santa Fe), y el "Matador" debutó con Sarmiento de Junín en la primera fecha. En octubre fue convocado el jugador juvenil Cristian Pavón a la Selección de fútbol sub-17 de Argentina. También aquí concluye un gran ciclo de "Cacho", quien se va en la mitad de la temporada.
Sin embargo, los malos resultados condenaron a Talleres otra vez al Torneo Argentino A.

#### 2014
En el retorno de Talleres al Federal A, el club no pudo concretar su ascenso, superando ampliamente todas las instancias pero perdiendo la final del ascenso ante Gimnasia de Mendoza.
A fines de 2014 después de casi 10 años sin una comisión directiva propia por el estado de quiebra, el club empieza el levantamiento definitivo de esta y se le posibilita ir a las urnas para elegir a los sucesores del fondo de inversión. El 16 de noviembre se celebraron los comicios en los que tuvo como ganadora a la lista Talleres Vuelve; encabezada por el empresario Andrés Fassi. La agrupación Talleres Vuelve (presidida por Fassi) venció de manera aplastante a Talleres es de su gente (liderada por Gustavo Lawson) consiguiendo el 78,16% de los votos (1099 sufragios). Estuvieron habilitados aproximadamente 1700 socios para votar.
La lista ganadora estaba encabezada por los siguientes:
- Presidente: Andrés Fassi.
- Vicepresidente primero: Rodrigo Escribano.
- Vicepresidente segundo: José Tanus Rufeil.
- Vicepresidente tercero: Néstor Quiñones.
- Secretarios: General: Gerardo Moyano Cires; Legal y Técnica: Juan Manuel Peláez; Finanzas: Juan B. Fassi; de Actas: Guillermo *Carena; subsecretario de Finanzas: Rodolfo Onofri.
- Vocales titulares: Carlos Merino, Julio Escarguel, Luis Calvimonte, Osvaldo Tahan, Marcelo Brusa.
- Tribunal de Cuentas: Roberto Andaluz, A. Lascano Villafañe, D. Palavecino, G. Livi, R. Serra y F. Peñaloza.
- Apoderados: Ignacio Vélez Funes y Severo Bordenave.

### Presidencia de Andrés Fassi

#### 2015
Ya en otra etapa y con un nuevo presidente, el club ha realizado una exitosa campaña de socios teniendo llegando a tener 25.000 socios activos, la mayor marca en Córdoba y en toda su historia. Se han realizado también trabajos en el predio de la institución, la sede social, el gimnasio con nuevo equipamiento, y la Boutique de Barrio Jardín. La pretemporada tuvo 3 etapas al mando del director técnico Frank Darío Kudelka, la primera en Alta Gracia, la segunda en Santa Fe y la tercera en México con amistosos con el Club León, el Tlaxcala Fútbol Club y Mineros de Zacatecas.
Además, las divisiones inferiores desde cuarta a novena compitieron nuevamente en el torneo de AFA, logrando la 11.ª posición general, siendo los únicos representantes de tercera división en la Zona Campeonato.
El objetivo de conseguir el ascenso a la Primera B Nacional fue logrado con éxito, logrando el 73,11% de los puntos, el mejor registro de las seis temporadas en las que le tocó habitar en la tercera categoría del fútbol argentino. Además, finalizó el torneo prácticamente invicto, ya que perdió un solo partido (1-0 ante Maipú de Mendoza).

#### 2016
El club retornó a la Primera B Nacional preparado para afrontar el torneo de transición con varios refuerzos, tanto nacionales como extranjeros. Consiguió el título y logró ascender de manera invicta a la Primera División dos fechas antes de la finalización del campeonato ganándole en la fecha 19 a All Boys en Floresta; un partido difícil para El Matador que se quedaría sin uno de sus referentes del equipo a los 41 minutos del primer tiempo, Rodrigo Burgos, quien fue expulsado por una doble amonestación. Talleres con 10 jugadores en el segundo tiempo se mantuvo a la espera de su rival, quien lograría marcarle el 1 a 0, tanto convertido por Germán Lessman a los 83 minutos del segundo tiempo, condenandoló al Matador si perdía a esperar una fecha más para concretar el título ya que Chacarita (su perseguidor) goleaba a Independiente de Mendoza; pero ante la presión de Frank Kudelka junto con las substituciones que colocó, el equipo rápidamente se repuso y consiguió el empate; a los 84 minutos, Gonzalo Klusener convertía el 1 a 1 con asistencia de Emanuel Reynoso, finalmente luego de una seguidilla de ataques, Talleres consiguió dar vuelta el resultado marcando el 2 a 1; gol agónico que sin dudas pasaría a la historia, en el último minuto de la adición (minuto 95) Pablo "El Cholo" Guiñazú con un remate de afuera del área consiguió convertir un tanto excepcional y de esta manera el Club de Barrio Jardín regresa a la Primera División del Fútbol Argentino después de casi 12 años jugando en el difícil ascenso Argentino.

#### 2016/17
El equipo después de doce años jugará su vigésima primera temporada en la Primera División, en su tercer retorno a la categoría. La misma empieza a fines de agosto de 2016 y se extiende hasta junio de 2017; cuenta con 30 fechas (partidos únicos con la diferencia de que el clásico es ida y vuelta).
El día viernes 4 de noviembre de 2016 el club llegó a los 50.000 socios activos, un hecho histórico para el fútbol cordobés y la institución. El afortunado socio que goza de este privilegio es Luis Reynaldo Sayavedra; quien luego de asociarse fue fotografiado con su familia y dado a conocer en los medios y redes sociales de la institución de Barrio Jardín.
El club finaliza la primera parte del campeonato en la 11° posición, concluyendo un gran año deportivo e institucional.

El 29 de diciembre de 2016 se da por concluido el proceso de quiebra (iniciado en 2004) y la institución cierra el capítulo más nefasto de su historia. El comunicado del club se publicó en su web oficial y se lo dio a conocer por sus redes sociales:
"El Club Atlético Talleres informa que en el día de la fecha el Dr. Saúl Silvestre, Juez de Concursos y Sociedades Nº 7 de la ciudad de Córdoba, por petición de las autoridades de la Institución ha dictado resolución que dispone la conclusión del proceso de quiebra que afectaba al Club.  Con esta resolución, luego de más de 12 años, el Club Atlético Talleres ha salido de la situación falencial que lo afectaba, habiendo recobrado para los socios de manera definitiva el manejo de su patrimonio y activos. Agradecemos al Dr. Saúl Silvestre, a los fiduciarios Dr. Daniel Rufener y Cr. Gustavo Eluani, y a todos los Dirigentes que posibilitaron el levantamiento de la quiebra que afectó a Talleres durante 12 años, situación que la actual Comisión Directiva, había prometido ante todos los socios de la Institución cumplirla antes del cierre de año."
A causa de una protesta en todo el fútbol argentino, la reanudación del campeonato se hace un mes después de lo pactado (de principios de febrero a principios de marzo).
El domingo 19 de marzo de 2017; Talleres, por la fecha 16; consigue un triunfo histórico sobre Boca Juniors 2 a 1 de visitante; un partido que el Matador le jugó de igual a igual a los  Xeneizes. Talleres empezó perdiendo por un gol de Oscar Benítez a los 24 minutos del primer tiempo; el marcador lo igualó Victorio Ramis sobre el final del primer tiempo. En el segundo tiempo Boca tuvo muchas ocasiones de gol sin embargo Talleres consiguió cerrar muy bien su defensa y a los 36 minutos del segundo tiempo Emanuel Reynoso sentenció el 2 a 1 definitivo. A destacar se puede mencionar que ambos goles fueron marcados por jugadores surgidos de las divisiones inferiores de Talleres. (Resumen del partido).

El 3 de mayo por medio de un comunicado de la Comisión Directiva se dieron a conocer los temas y la fecha en la que se celebrará la Asamblea de Socios:
"Por acta de Comisión Directiva nº 30 de fecha 03 de mayo de 2017, se ha dispuesto convocar a los socios del CLUB ATLÉTICO TALLERES a Asamblea General Extraordinaria a realizarse en el Orfeo Superdomo ubicado en Avda Cardeñosa Nº 3450 de la ciudad de Córdoba, el día 11 de junio de 2017 a las 09:45 hs en primera convocatoria y a las 10:45 hs en segunda convocatoria, a fin de considerar el siguiente orden del día: 1) Designación de dos socios para que suscriban el acta de Asamblea, además del Presidente, Secretario General y Secretario de Actas de la Institución (art. 28 Estatuto Social). 2) Motivos por los que se convoca fuera de término a la Asamblea para tratar el ejercicio cerrado el 30 de noviembre de 2016. 3) Consideración de Memorial Anual de la Comisión Directiva, Estados contables compuestos por: Estado de Situación Patrimonial; Estado de Recursos y Gastos, Estado de Evolución del Patrimonio Neto, Estado de Origen y Aplicación de Fondos, Notas y Cuadros Anexos correspondientes al ejercicio económico cerrado al 30 de noviembre de 2016, e Informe de la Comisión Revisora de Cuentas. 4) Modernización del Estatuto de la Institución." LA COMISIÓN DIRECTIVA.
El sábado 20 de mayo, el equipo consigue su objetivo de permanecer en la Primera División del fútbol argentino; luego de derrotar como visitante a Sarmiento de Junín por 4 a 1 por la fecha 25 del torneo (cinco fechas antes de que concluya el campeonato).
El 11 de junio se celebró la asamblea de socios y los proyectos propuestos fueron aprobados por unanimidad de los socios.
Talleres finalizó el campeonato en 15.° lugar obteniendo 42 puntos, ganó 11 partidos, empató 9 y perdió 10. El diario Ámbito realizó una encuesta entre sus lectores de todo el país para elegir la camiseta más linda del fútbol argentino. Con 3.100 sufragios, la casaca de la “T” fue la que más votos recibió.

#### 2017/18
En julio del 2017 el equipo inicia la pretemporada.

## Torneos internacionales oficiales

### Copa Conmebol de 1999
Para la Copa Conmebol, estaba invitado Gimnasia y Esgrima de la Plata, pero como éste desistió de participar, se dio lugar a Talleres, el quinto, que participaría en su lugar y terminaría consagrándose campeón.
Talleres comenzó su camino teniendo como rival a Independiente Petrolero de Bolivia. Fue un debut internacional desastroso. Los bolivianos golearon a los Albiazules por 4-1. Pero Talleres supo reponerse y de forma casi heroica, como sería durante todo el transcurso de la competencia y hasta en la propia final, logró dar vuelta la gran desventaja, siguiendo adelante en la copa.
El camino al título para Talleres se presentó con muchos obstáculos. Si bien fue fuerte en su casa, en la del rival sufrió bastante. De entrada, en la primera ronda eliminatoria fue vapuleado por el modesto equipo boliviano Independiente Petrolero para luego defender con firmeza su clasificación ante los chilenos del Deportes Concepción y los brasileños del Paraná Club. Ya en la final ante el también equipo brasileño del CSA (Sigla correspondiente a Centro Sportivo Alagoano) volvió a ser goleado viéndose obligado a realizar una épica remontada para quedarse con la Copa. El 8 de diciembre de 1999 Talleres se consagraba en la Copa Conmebol y de esa forma se transformaba en el primer campeón internacional de Córdoba y en el último del milenio a nivel mundial. En las finales Talleres venció al Sportivo Alagoano por un global de 5 a 4.
Ricardo Gareca en la función de director técnico fue el encargado de conducir al plantel albiazul a su gesta deportiva más importante y la más destacada en la historia del fútbol cordobés. Contó con un equipo bastante joven y con una columna vertebral basada en su arquero Mario Cuenca, el capitán Julián Maidana, el lateral paraguayo Silvio Suárez y el delantero José Luis "El Loco" Marzo. En ataque pudo sacar provecho de dos atacantes rápidos y con buena capacidad goleadora como Rodrigo Astudillo y Darío Alberto Gigena.
Ricardo Gareca dispuso que los once titulares para el gran desafío fueran: Mario Cuenca como arquero, David Díaz, Cristian Gonzalo García, Julián Maidana y Horacio Humoller en la defensa; Gabriel Roth, Adrián Ávalos, Manuel Santos Aguilar y Ricardo Silva en el mediocampo; Rodrigo Astudillo y Darío Gigena en el ataque.
Por su parte, Otávio Oliveira entrenador del equipo brasileño inició el juego con Veloso para la defensa del arco; Mazinho, Márcio Pereira, Jivago y Williams en línea de cuatro defensiva; Ramón, Leo, Fábio Magrão y Bruno Alves en el mediocampo; con la dupla Missinho y Mimí en el ataque.
Pasaron 40 minutos para que Talleres pudiese romper el muro defensivo del CSA. Ricardo Silva pudo anotar y llevar al descanso a su equipo en ventaja, que todavía no era suficiente pero al menos le permitía a los cordobeses contar con 45 minutos más para concretar la hazaña. La presión ejercida por Talleres en el segundo tiempo fue absoluta pero la tenaz resistencia de los alagoanos le dio ribetes de proeza a la conquista de los cordobeses. Gigena aumentó la expectativa de un final feliz para su equipo cuando logró poner el 2-0 faltando 15 minutos para terminar el encuentro. Cuando todo el esfuerzo realizado parecía inútil, Julián Maidana el zaguero convertido en centrodelantero por medio de las exigencias apareció con su espíritu indomable para marcar el gol del título. Era el último ataque, el último envión con el último aliento, el reloj ya marcaba los 90 minutos, en el cierre del partido.
Talleres logró de esa manera inscribir su nombre dentro del cuadro de campeones de la Confederación Sudamericana de Fútbol, obteniendo de esa forma la Copa Conmebol de 1999, su primer título internacional.

#### Octavos de final
| Equipo local                                         | Resultado | Equipo visitante        |
| ---------------------------------------------------- | --------- | ----------------------- |
| Independiente Petrolero                              | 4-1       | Talleres                |
| Talleres                                             | 3-0       | Independiente Petrolero |
| Talleres clasifica en definición por penales: 5 a 4. |           |                         |

#### Cuartos de final
| Equipo local                                         | Resultado | Equipo visitante |
| ---------------------------------------------------- | --------- | ---------------- |
| Talleres                                             | 1-0       | Paraná           |
| Paraná                                               | 1-0       | Talleres         |
| Talleres clasifica en definición por penales: 3 a 1. |           |                  |

#### Semifinal
| Equipo local                          | Resultado | Equipo visitante    |
| ------------------------------------- | --------- | ------------------- |
| Talleres                              | 2-1       | Deportes Concepción |
| Deportes Concepción                   | 1-1       | Talleres            |
| Talleres clasifica por global: 3 a 2. |           |                     |

#### Final
| Equipo local                                  | Resultado | Equipo visitante |
| --------------------------------------------- | --------- | ---------------- |
| CSA                                           | 4-2       | Talleres         |
| Talleres                                      | 3-0       | CSA              |
| Talleres se corona campeón por global: 5 a 4. |           |                  |

|                  |
| Campeón Talleres |

### Copa Mercosur 2001

#### Fase de grupos
Aquí Talleres logró dos victorias, cuatro empates y ninguna derrota, incluyendo victorias ante Peñarol de visitante 3 a 1 y Vélez Sarsfield de visitante 4 a 1.
| Equipo          | Pts. | PJ | PG | PE | PP | GF | GC | Dif. |
| --------------- | ---- | -- | -- | -- | -- | -- | -- | ---- |
| Talleres        | 10   | 6  | 2  | 4  | 0  | 10 | 5  | +5   |
| Vélez Sarsfield | 8    | 6  | 2  | 2  | 2  | 12 | 11 | +1   |
| São Paulo       | 7    | 6  | 1  | 4  | 1  | 7  | 6  | +1   |
| Peñarol         | 5    | 6  | 1  | 2  | 3  | 5  | 12 | -7   |

| Fecha            | Sede         | Equipo local    | Resultado | Equipo visitante |
| ---------------- | ------------ | --------------- | --------- | ---------------- |
| 25 de julio      | São Paulo    | São Paulo       | 3 - 0     | Peñarol          |
| 28 de julio      | Córdoba      | Talleres        | 0 - 0     | São Paulo        |
| 29 de julio      | Montevideo   | Peñarol         | 2 - 1     | Vélez Sarsfield  |
| 2 de agosto      | Buenos Aires | Vélez Sarsfield | 1 - 4     | Talleres         |
| 23 de agosto     | São Paulo    | São Paulo       | 1 - 1     | Vélez Sarsfield  |
| 23 de agosto     | Córdoba      | Talleres        | 1 - 1     | Peñarol          |
| 11 de septiembre | Córdoba      | Talleres        | 2 - 2     | Vélez Sarsfield  |
| 12 de septiembre | Montevideo   | Peñarol         | 1 - 1     | São Paulo        |
| 18 de septiembre | Buenos Aires | Vélez Sarsfield | 3 - 0     | Peñarol          |
| 26 de septiembre | São Paulo    | São Paulo       | 0 - 0     | Talleres         |
| 17 de octubre    | Montevideo   | Peñarol         | 1 - 3     | Talleres         |
| 17 de octubre    | Buenos Aires | Vélez Sarsfield | 4 - 2     | São Paulo        |

#### Cuartos de final
Aquí Talleres logró un empate 0 a 0 y una derrota por 2 a 0, dejándolo afuera de la copa.
| 25 de octubre de 2001 | Gremio | 0:0     | Talleres | Estadio Olímpico Monumental, Porto Alegre |                                       |
|                       |        | Reporte |          | Árbitro(s): Jorge Larrionda (Uruguay)     | Árbitro(s): Jorge Larrionda (Uruguay) |

| 1 de noviembre de 2001 | Talleres | 0:2     | Gremio                         | Estadio Olímpico de Córdoba, Córdoba     |                                          |
|                        |          | Reporte | Rubens Cardoso '59 Emerson '90 | Árbitro(s): Epifanio González (Paraguay) | Árbitro(s): Epifanio González (Paraguay) |

### Copa Libertadores 2002

#### Fase de grupos
| Equipo      | Pts | PJ | PG | PE | PP | GF | GC | DG |
| ----------- | --- | -- | -- | -- | -- | -- | -- | -- |
| América     | 16  | 6  | 5  | 1  | 0  | 9  | 2  | 7  |
| River Plate | 9   | 6  | 2  | 3  | 1  | 8  | 4  | 4  |
| Talleres    | 5   | 6  | 1  | 2  | 3  | 5  | 9  | -4 |
| Cortuluá    | 3   | 6  | 1  | 0  | 5  | 9  | 16 | -7 |

| Fecha         | Lugar         | Local       | Resultado | Visitante   |
| ------------- | ------------- | ----------- | --------- | ----------- |
| 6 de febrero  | México, D. F. | América     | 2 - 0     | Talleres    |
| 14 de febrero | Buenos Aires  | River Plate | 0 - 0     | Talleres    |
| 20 de febrero | Pereira       | Cortuluá    | 0 - 2     | América     |
| 27 de febrero | Córdoba       | Talleres    | 2 - 1     | Cortuluá    |
| 28 de febrero | Buenos Aires  | River Plate | 0 - 1     | América     |
| 7 de marzo    | Buenos Aires  | River Plate | 2 - 0     | Cortuluá    |
| 12 de marzo   | Pereira       | Cortuluá    | 4 - 2     | Talleres    |
| 13 de marzo   | México, D. F. | América     | 0 - 0     | River Plate |
| 21 de marzo   | Córdoba       | Talleres    | 0 - 1     | América     |
| 21 de marzo   | Pereira       | Cortuluá    | 2 - 5     | River Plate |
| 11 de abril   | Córdoba       | Talleres    | 1 - 1     | River Plate |
| 11 de abril   | México, D. F. | América     | 3 - 2     | Cortuluá    |

## Giras internacionales
Hasta la fecha, Talleres cuenta con 122 partidos internacionales disputados, tanto oficiales como amistosos.

### Chile 1923
Talleres es el primer equipo del interior en realizar una gira internacional. Fue en ocasión de una gira realizada por Chile en 1923, donde el equipo cordobés disputó cuatro partidos, con tres victorias y una derrota. El 13 de septiembre de 1923, el plantel albiazul llegó a Santiago de Chile en tren y entrenó desde la siguiente mañana, tras lo cual recorrió la ciudad y asistió a una velada boxística en su honor (Zenón Hidalgo vs Aquiles Marchant). Jugaron ante la selección de Santiago, la selección de Valparaíso en dos oportunidades y ante Santiago Unido.

### Paraguay 1938
Talleres jugó tres partidos en su segunda gira internacional. La misma lo llevó a disputar partidos ante Cerro Porteño, Olimpia y la selección de Paraguay. Obtuvo dos empates y una victoria. El sábado 20 de agosto emprendió el regreso la delegación “invicta” de Talleres que fue esperada en Rosario por dos ómnibus los cuales fueron escoltados por una caravana de hinchas y socios del club para una anticipada felicitación por lo logrado.

### Zaire 1976
Talleres realizó una gira en los meses de enero y febrero de 1976 junto a Temperley por el país africano. Jugaron dos amistosos cada uno ante los clubes Imana, AS Vita y la selección de Zaire. Talleres ganó dos partidos, ambos por 1 a 0 ante el Imana y el Vita. Por su parte, Temperley perdió contra el Vita 2 a 1 y contra Zaire por 4 a 1. Los partidos se jugaron ante un promedio de 25 mil personas.
Además, por la Copa República de Zaire jugaron dos partidos más cada uno. Talleres ganó los dos, mientras que Temperley consiguió el tercer puesto al ganar un solo partido y quedar sin definición el segundo.
|  | Semifinales | Semifinales |   |           | Final        | Final |  |
|  |             |             |   |           |              |       |  |
|  |             |             |   |           |              |       |  |
|  |             |             |   |           |              |       |  |
|  | 'Talleres   | 3           |   |           |              |       |  |
|  | Temperley   | 2           |   |           |              |       |  |
|  |             |             |   |           |              |       |  |
|  |             |             |   |           |              |       |  |
|  |             |             |   |           | 'Talleres    | 3     |  |
|  |             | Imana       | 2 |           |              |       |  |
|  |             |             |   |           |              |       |  |
|  |             |             |   |           |              |       |  |
|  |             |             |   |           | Tercer lugar |       |  |
|  |             |             |   |           |              |       |  |
|  | Imana       | 2           |   | Temperley | 2            |       |  |
|  | Vita        | 1           |   |           | Vita         | 2     |  |

Más allá del buen rendimiento del equipo, la nota triste de la aventura la dio el paludismo, la dura enfermedad que contrajeron tres jugadores: Miguel Oviedo de Talleres y Benito Valencia y Oscar Suárez de Temperley. Este último falleció una vez concluida la gira.
El periódico La Voix du Zaire publicó en su edición del 2 de febrero de ese año: “Dotados de una técnica remarcable, los argentinos brindaron una exhibición de alto vuelo futbolístico. Después de la visita del Santos de Pelé, nunca habíamos visto tan buen fútbol como con Talleres”. Antes de que el plantel de La T se embarcase en el Aeropuerto Ndjili de Kinshasa con destino a Buenos Aires, Ntukani Nzuzi Musenda, jefe de deportes del diario Elima, pidió hablar con Luis Antonio Ludueña. Traductor de por medio, el periodista africano imploró: "Dígale al hombre de los cabellos negros y largos que él es el Dios del Fútbol, que nos ha deslumbrado tanto como Pelé. Dígale, le repito, que él es el Dios del Fútbol". La reacción del volante albiazul fue de asombro y devolvió la pregunta con otra interrogación: "¿Qué yo soy Dios? Por favor, ni de Diablo me he recibido".

### Centroamérica 1977
Durante el mes de agosto de 1977, Talleres pasó por cuatro países para jugar ocho partidos ante equipos de Ecuador, Guatemala, El Salvador, Uruguay y Perú.

### Europa 1978
Durante el mes de agosto de 1978, Talleres pasó por Brasil y México (donde empató 2 partidos ante Flamengo y Tigres respectivamente) y luego viajó a Europa. Allí jugó ante Athletic Bilbao, Málaga, Galatasaray, Fenerbahce, Panathinaikos e Iraklis. Perdió solo un partido, ganando dos y empatando tres.

### Centroamérica 1985
El club volvió a Centroamérica, esta vez jugó siete partidos en Ecuador, El Salvador, Guatemala y Honduras. Perdió uno solo de ellos.

### Centroamérica 2015
Talleres después de casi 30 años volvió a hacer una gira internacional en febrero de 2015; afrontando partidos amistosos y desarrollando además la convivencia de un grupo de jugadores, auxiliares y cuerpo técnico para encarar el Torneo Federal A 2015 del que luego saldría campeón. Más precisamente fue a México donde enfrentó a los Coyotes de Tlaxcala (empatando 2 a 2), el León (con derrota 2 a 1) y finalmente el Mineros de Zacatecas (ganando 2-1).